# Hans Henrik Pontoppidan
Hans Henrik Pontoppidan (født 21. april 1960) er en dansk erhvervsmand og den nuværende generalsekretær for Danish-Chinese Business Forum.

## Slægt og Familie
Hans Henrik Pontoppidans tipoldefar var Hendrik Pontoppidan, som var dansk Generalkonsul i Hamborg. I 1850erne var det Pontoppidanske handelshus ansvarlig for 1/3 af Danmarks samlede kornafsætning. Hendrik Pontoppidan købte i 1867 Constantinsborg, Brabrand Århus, som var i familien eje indtil år 2000 hvor Constantinsborg blev solgt til Anders Holch Povlsen, Bestseller A/S. Constantinsborg er i dag hjemsted for familien Anders Holch Povlsen. Hans Henrik Pontoppidan er gift med Dorrit Pontoppidan, som han har tre børn med; Sophie Amalie Pontoppidan, Christian Phillipe Pontoppidan og William Axel Pontoppidan.

## Karriere
Hans Henrik Pontoppidan blev d. 1 juli 2016 fungerende generalsekretær for Danish-Chinese Business Forum, som er en uafhængig eksekutiv privat netværksorganisation under protektion af H.K.H. Kronprins Frederik, der har til formål at styrke de kommercielle bånd mellem Danmark og Kina. Hans Henrik Pontoppidan har udover sit hverv som generalsekretær bestyrelseshverv i DEIF A/S. Inden tiltrædelsen som generalsekretær for Danish-Chinese Business Forum var Hans Henrik Pontoppidan Partner i Deloitte Corporate Finance fra 2001-2016. Hans Henrik Pontoppidan gennemførte i perioden bl.a. salget af alt el ud af Københavns Energi (i dag HOFOR), samt i samme transaktion solgte Energi E2, samt 50% af det danske gaslager. I perioden 2012-2016 repræsenterede Pontoppidan Deloitte i Danish-Chinese Business Forums bestyrelse. Udover en kort berøring med Haburi.com, som CFO og Damgaard Data som IR-Chef, har Hans Henrik Pontoppidan været bankmand i 20+ år heriblandt Nordea, Svenska Handelsbanken, Bank of America og Hambros Bank.

## Uddannelse
Hans Henrik Pontoppidan gennemførte CBS Executive Bestyrelsesuddannelsen i 2016. Pontoppidan har desuden gennemført en MBA på City University (1996), London, samt har en HD i Udenrigshandel.

## I Medierne
Hans Henrik Pontoppidan er kinablogger og blander sig ofte i mediedebatten omkring kommercielle forhold mellem Danmark og Kina.